# George Givot
George David Givot (18 de fevereiro de 1903 - 7 de junho de 1984) foi um comediante e ator russo-estadunidense com passagens na Broadway, vaudeville, cinema, televisão e rádio. Ele era conhecido por falar em um dialeto grego falso cômico e foi denominado "Embaixador da Boa Vontade da Grécia". Seu papel mais conhecido no cinema foi Tony no filme da Disney A Dama e o Vagabundo (1955).

## Início da vida
Givot afirmou que ele não sabia quem eram seus pais; ele foi adotado por uma família francesa quando tinha três anos. De acordo com documentos oficiais, ele nasceu em 18 de fevereiro de 1903 em Ekaterinoslav (agora Dnipro, Ucrânia ), Império Russo, filho de Walf Givistinsky - posteriormente William Wolf Givot (1875-1955) e Sofya - posteriormente Sarah - Givistinsky (nascida Garber ) (1875-1930).
De acordo com o censo de 1910, a família emigrou para os EUA em 1906 e se estabeleceu em Omaha, Nebraska . Mais tarde, eles se mudaram para Chicago, onde Givot fez o ensino médio e a faculdade. Seu professor de jornalismo da escola noturna ficou farto de suas peraltices e o mandou ver o encarregado das transmissões da meia-noite às 3 da manhã em uma rádio, que o contratou. Paul Ash ouviu Givot se apresentar e deu-lhe sua iniciação ao vaudeville.

## Comediante de dialeto
Givot foi um dos primeiros, talvez o mais antigo, dos comediantes do dialeto grego, trabalhando em vaudeville, boates, cinema e rádio a partir da década de 1920. Ele tinha aprendido grego trabalhando em uma loja de doces gregos em Omaha como um soda jerk. Em 1949, o crítico da  revista Billboard Bill Smith criticou sua performance em uma casa noturna do East Side ("vi-o levar o prêmio por monotonia"), mas o elogiou pelos mesmos trabalhos na "noite malva década de Billy Rose".
Em 1926, a estudante Helen Britt, de 16 anos, foi presa por tentar chantagear George, mas foi libertada quando a polícia aceitou a explicação de que ela estava apenas brincando.

## Broadway
Quando Mae West escreveu a peça The Constant Sinner, ela queria escalar o afro-americano Lorenzo Tucker como o amante negro de seu personagem. Isso teria sido extremamente controverso nos Estados Unidos recialmente segregado dos anos 1930, então ela relutantemente concordou em fazer com que Givot cantasse com blackface.  Os produtores insistiam que Givot tirasse a peruca no final de cada apresentação para mostrar ao público que era branco.  The Constant Sinner correu na Broadway por 64 apresentações de setembro a novembro de 1931.
George e Ira Gershwin foram contratados para apresentar a estrela do music hall inglês Jack Buchanan em Pardon My English . Quando Buchanan foi incapaz de desempenhar de forma convincente metade de seu papel duplo (o bandido alemão de classe baixa Golo Schmidt), ele foi substituído por Givot. Givot e Josephine Huston apresentaram a canção de Gershwin " Isn't It a Pity? " No musical da Broadway de 1933. Pardon My English foi um fracasso e logo fechou.
Ele teve mais sucesso como uma das estrelas do musical de 1944 Cole Porter Mexican Hayride . Lá ele conheceu sua futura segunda esposa, a coestrela Dorothy Durkee. Al Hirschfeld desenhou uma caricatura de Givot e outros do elenco.

## Cinema
Givot apareceu em uma série de comédias do Big V, curtas de comédia produzidos pela Warner Bros. e pela Vitaphone na década de 1930. Com o curta Roast-Beef and Movies de 1934, a MGM tentou criar sua própria versão dos Three Stooges, com Givot como o líder Moe Howard, e Curly Howard - um Stooge real - no papel normalmente desempenhado por Larry Fine .
Givot desempenhou papéis coadjuvantes não apenas em comédias e musicais, mas também em dramas, desde sua estreia em The Chief (1933) até o filme de guerra China Gate (1957). Givot estrelou o musical de 1942, Flying with Music. Como a voz de Tony no filme de animação da Disney A Dama e o Vagabundo (1955), ele cantou " Bella Notte ".

## Televisão
Givot foi o apresentador original da série de televisão Bonnie Maid Versa-Tile Varieties, que começou a ser exibida em 1949 às 21h de sexta-feira na NBC . A edição da Billboard de 10 de setembro de 1949 deu a ele uma crítica moderadamente boa.
Ele também apareceu no The Ed Sullivan Show duas vezes em 1958, em 11 de maio e 27 de julho.

## Rádio
Givot teve seu próprio programa de rádio em momentos diferentes. Ele foi um dos palestrantes do Stop Me If You Heard This One, quando o programa foi reativado em 1947. A edição de 20 de abril de 1946 da Billboard referiu-se a ele como um "veterano do rádio".

## Vida pessoal
Ele se casou com a atriz Maryon Curtis em 1937. De acordo com seu porta-voz, Givot planejava se aposentar e se tornar um "agricultor cavalheiro ... em sua propriedade em Tarzana, na Califórnia. ", Mas problemas conjugais drenaram suas finanças, forçando-o a continuar a trabalhar. O casal se divorciou em 1941. Em 1 de dezembro de 1945, ele se casou com Dorothy Durkee. Os dois se conheceram quando estrelaram o musical Mexican Hayride ; na verdade, o personagem de Durkee perseguiu o de Givot.
De acordo com a colunista de fofocas do jornal Hedda Hopper, o notório gangster Bugsy Siegel era amigo de Givot e uma vez, inadvertidamente, salvou sua vida. Siegel convenceu o comediante a ficar mais um dia em Chicago; o avião que ele iria levar caiu, matando 17 pessoas.

## Morte
George Givot morreu de ataque cardíaco em 7 de junho de 1984, em Palm Springs, Califórnia . Ele foi enterrado no mesmo estado.

## Créditos da Broadway
- Earl Carroll's Sketch Book (1929–1930)
- The Constant Sinner (1931)
- Americana (revival de 1932)
- Pardon My English (1933)
- Mexican Hayride (1944–1945)
- Do Re Mi (1960–1962)

## Filmografia
- Nothing Ever Happens (1933 short) - Chef (uncredited)
- Gobs of Fun (curta de 1933) - Greek Sailor
- The Chief (1933) - Greek Clothing Merchant
- Howd' Ya Like That? (1934 short) - Greek Sailor
- Roast Beef and Movies (1934 short) - Gus Parkyurkarkus
- Ed Sullivan's Headliners (1934 short) - Greek Restaurant Owner
- Hollywood Party (1934) - Liondora, aka Grand Royal Duke
- Riffraff (1936) - Markis
- Paddy O'Day (1936) - Mischa Petrovitch
- The White Hope (1936 short) - George
- Thin Ice (1937) - Alex
- Step Lively, Jeeves! (1937) - Prince Boris Caminov
- The Hit Parade (1937) - Herman
- Wake Up and Live (1937) - Manager
- Conquest (1937) - Constant (uncredited)
- 45 Fathers (1937) - Prof. Bellini
- Beg, Borrow or Steal (1937) - Izmanov
- Hollywood Cavalcade (1939) - Englishman
- Young as You Feel (1940) - Boris Mousilvitch
- Fiesta (1941) - Fernando Gómez
- Flying with Music (1942) - Harry Bernard
- Road to Morocco (1942) - Neb Jolla
- Two Saplings (1943 short)
- The Leather Burners (1943) - Sam Bucktoe
- Du Barry Was a Lady (1943) - Cheezy / Count de Roquefort
- Behind the Rising Sun (1943) - Boris
- Government Girl (1943) - Count Bodinsky (uncredited)
- The Falcon and the Co-eds (1943) - Dr. Anatole Graelich
- Riffraff (1947) - Rues
- Captain Pirate (1952) - Tomas Velasquez
- April in Paris (1952) - François
- Lost in a Turkish Bath (1953 short) - Bertram Fairweather
- Three Sailors and a Girl (1953) - Emilio Rossi
- The Racers (1955) - Baron (uncredited)
- Lady and the Tramp (1955) - Tony (voice)
- Ain't Misbehavin' (1955) - Greek Boatman
- The Benny Goodman Story (1956) - Jake Primo
- Miracle in the Rain (1956) - Headwaiter
- The Girl Can't Help It (1956) - Lucas (uncredited)
- China Gate (1957) - Cpl. Pigalle

## 30em
1. ↑  A. D. S. (29 de abril de 1933). «Movie Review». The New York Times. George Givot, the unofficial Greek Ambassador, focuses his hilarious dialect on some of the questions of the day.
2. ↑  Dan Georgakas. «The Greek American Image in American Cinema» (PDF). p. 23. Consultado em 26 de setembro de 2015. Cópia arquivada (PDF) em 28 de setembro de 2015
3. 1 2 3  S. H. Steinhauser (5 de fevereiro de 1935). «Givot Has Himself So Mixed Up That He Doesn't Know Who He Is». Pittsburgh Press
4. ↑  Draft details about George givot. «Ancestry.com»
5. 1 2  «1910 census about givistinsky family»
6. ↑  Bio details about William Givot. «Ancestry.com»
7. ↑  Details about Sarah Givot. «Ancestry.com»
8. ↑  «Scribe Gave Givot Start». Pittsburgh Press. 22 de abril de 1934
9. ↑  Moskos, Peter C.; Moskos, Charles C. (27 de novembro de 2013). Greek Americans: Struggle and Success. [S.l.]: Transaction Publishers. ISBN 978-1-4128-5310-1. Consultado em 25 de setembro de 2015
10. ↑  Erickson, Hal (28 de maio de 2014). From Radio to the Big Screen: Hollywood Films Featuring Broadcast Personalities and Programs. [S.l.]: McFarland. ISBN 978-0-7864-7757-9. Consultado em 25 de setembro de 2015
11. ↑  «Live at the Lawndale». Consultado em 26 de setembro de 2015. George Givot, a dialect comedian and singer who appeared with the Kaufman troupe in December 1927, became known as 'The Greek Ambassador of Goodwill' as a radio performer in the 1930s.
12. ↑  Smith, Bill (23 de abril de 1949). «Follow-Up Review». Billboard: 48. Consultado em 25 de setembro de 2015
13. ↑  «Merely Joking; Girl Freed». Reading Eagle. 23 de fevereiro de 1926
14. ↑  Watts, Jill (23 de agosto de 2001). Mae West: An Icon in Black and White. [S.l.]: Oxford University Press. pp. 189–. ISBN 978-0-19-028971-3. Consultado em 25 de setembro de 2015
15. ↑  Green, Stanley (30 de abril de 2009). Encyclopedia of the Musical Theatre. [S.l.]: Da Capo Press. ISBN 978-0-7867-4684-2. Consultado em 26 de setembro de 2015
16. ↑  Bloom, Ken (15 de abril de 2013). Broadway: An Encyclopedia. [S.l.]: Routledge. ISBN 978-1-135-95020-0. Consultado em 25 de setembro de 2015
17. ↑  «Drawings: 1940s». alhirschfeld.com. Consultado em 25 de setembro de 2015
18. ↑  Lenburg, Jeff; Maurer, Joan Howard; Lenburg, Greg (2012). The Three Stooges Scrapbook. [S.l.]: Chicago Review Press. ISBN 978-1-61374-085-9. Consultado em 25 de setembro de 2015
19. ↑  Stuart Galbraith IV (30 de novembro de 2014). «Classic Shorts from the Dream Factory, Volume 3, Featuring Howard, Fine and Howard (The Three Stooges)». dvdtalk.com. Consultado em 26 de setembro de 2015
20. ↑  «Oliver Wallace – Lady And The Tramp (Original Motion Picture Soundtrack)». Discogs. Setembro de 2015
21. ↑  «George Givot Signed For Bonafide Show». Billboard. 30 de julho de 1949
22. ↑  «Bonnie Maid Versa-Tile Varieties». Billboard. 10 de setembro de 1949
23. ↑  «"The Ed Sullivan Show": Season 10 (CBS)(1957–58)». Classic TV Archive. Consultado em 26 de setembro de 2015
24. ↑  Erickson, Hal. From Radio to the Big Screen: Hollywood Films Featuring Broadcast Personalities and Programs, pg. 87
25. ↑  «Givot's Radio Circus Gets New Talent». Chicago Tribune. 12 de julho de 1936
26. ↑  «Music Indies Swinging Hard; Pop With Plenty New Ideas; Hustle All Along The Line». Billboard. 20 de abril de 1946
27. ↑  «George Givot profile». NNDB. Consultado em 25 de setembro de 2015
28. ↑  "Buck" Herzog (10 de abril de 1940). «George Givot, Famed Greek Ambassador, Attempting to Surmount Troubles to Regain Pinnacle». Milwaukee Sentinel
29. ↑  «George Givot Applies For Job Insurance». Pittsburgh Press. United Press. 15 de fevereiro de 1940
30. ↑  «Comedian George Givot Reveals Dec. 1 Wedding». Lewiston Daily Sun. Associated Press. 9 de janeiro de 1946
31. ↑  Glenn Hasselrooth (4 de setembro de 1944). «Dorothy Durkee Of Eugene Starred In Broadway Musical». Eugene Register-Guard
32. ↑  Hedda Hopper (21 de dezembro de 1942). «Looking At Hollywood». Toledo Blade